# Andy Polar Paredes
Andy Polar Paredes (Arequipa, Peru, 17 de fevereiro de 1997) é um futebolista peruano. Joga como meia e sua equipa atual é o Desportivo Binacional.

## Trajetória
Joga ao futebol desde os 7 anos e desde então passou pelas divisões menores de clubes como Alcides Carrión e Melgar até que em 2011 com catorze anos de idade, debutó na Copa Peru jogando pela equipa de seu bairro, o Desportivo Palmeiras da rua Colón de Paucarpata, Arequipa. Depois passou ao FBC Junior do mesmo distrito, onde seguiu participando na une distrital e na Copa Peru. Teve um passo pelo Taxitel e o Sportivo Cariocos, também de Arequipa,  converteu-se num jogador importante para Binacional, sendo uma das peças fundamentais de sua equipa, que conseguiu sair campeão do Torneio Abertura 2019, o primeiro título de primeira divisão de Binacional em sua história. Em 32 partidos de une, Polar anotou 8 golos e deu 8 assistências para sua equipa na exitosa campanha da equipa de Puno que posteriormente se proclamou campeão da Une 1 2019, depois de vencer nas finais a Aliança Lima.
Em maio de 2019, foi convocado à seleção sub-23 de Peru por Nolberto Solano para o segundo microciclo tendo em vista os Jogos Panamericanos de 2019 e o 27 de junho anunciou-se sua convocação no pronta final de 18 convocados para dito torneio. Ainda que foi titular no estreio com derrota de Peru por 2-0 ante Uruguai, não foi considerado com regularidade ao longo da campanha de Peru, ficando na sétima posição.